# Кальман Ковач (футболіст, 1916)
 Кальман Ковач  (угор. Kovács Kálmán, нар. 3 березня 1916 — пом.?) — угорський футболіст, що грав на позиції захисника . 
У складі аматорської збірної Угорщини учасник Олімпійських ігор 1936 року. Угорці в першому ж раунді поступились з рахунком 0:3 Польщі, у складі якої грали основні гравці збірної.
Виступав у складі клуба КЕАК (Kitartás Egyetemi Athlétikai Club) з міста Сегед, що був у той час одним з лідерів Південно-угорської ліги аматорського чемпіонату Угорщини. 